# (10726) Elodie
(10726) Elodie – planetoida z grupy pasa głównego asteroid okrążająca Słońce w ciągu 3 lat i 256 dni w średniej odległości 2,39 j.a. Została odkryta 28 stycznia 1987 roku w Europejskim Obserwatorium Południowym przez Erica Elsta. Nazwa planetoidy pochodzi od Elodie Bouteille (ur. 1990), studentki z Langres. Przed nadaniem nazwy planetoida nosiła oznaczenie tymczasowe (10726) 1987 BS2.